# 西川芳孝
西川 芳孝（にしかわ よしたか、1961年7月30日 - ）は、アップ教育企画が運営する学習塾お茶ゼミ√＋の英語講師である。2023年度は同企業の別部門である研伸館の西宮校に週1回出向き、講義をしていた。大阪府出身で東京大学大学院を修了している。
専門は生成文法理論で、簡単にいえば「なぜ人間だけが言葉を使えるのか」を英語の分析を通して研究していた。少人数定員制「ゼミナール形式」授業の第一人者であり、大学での教育方法のひとつである「ゼミ」を高校生向けにアレンジした。

## 著書
- 『1日10分大人の英語脳トレーニング』、2007年9月、主婦と生活社

以上の他、『英語monogrammarシリーズ』（開拓社）などのお茶の水ゼミナールの参考書の執筆も担当する。